# 중국건설은행

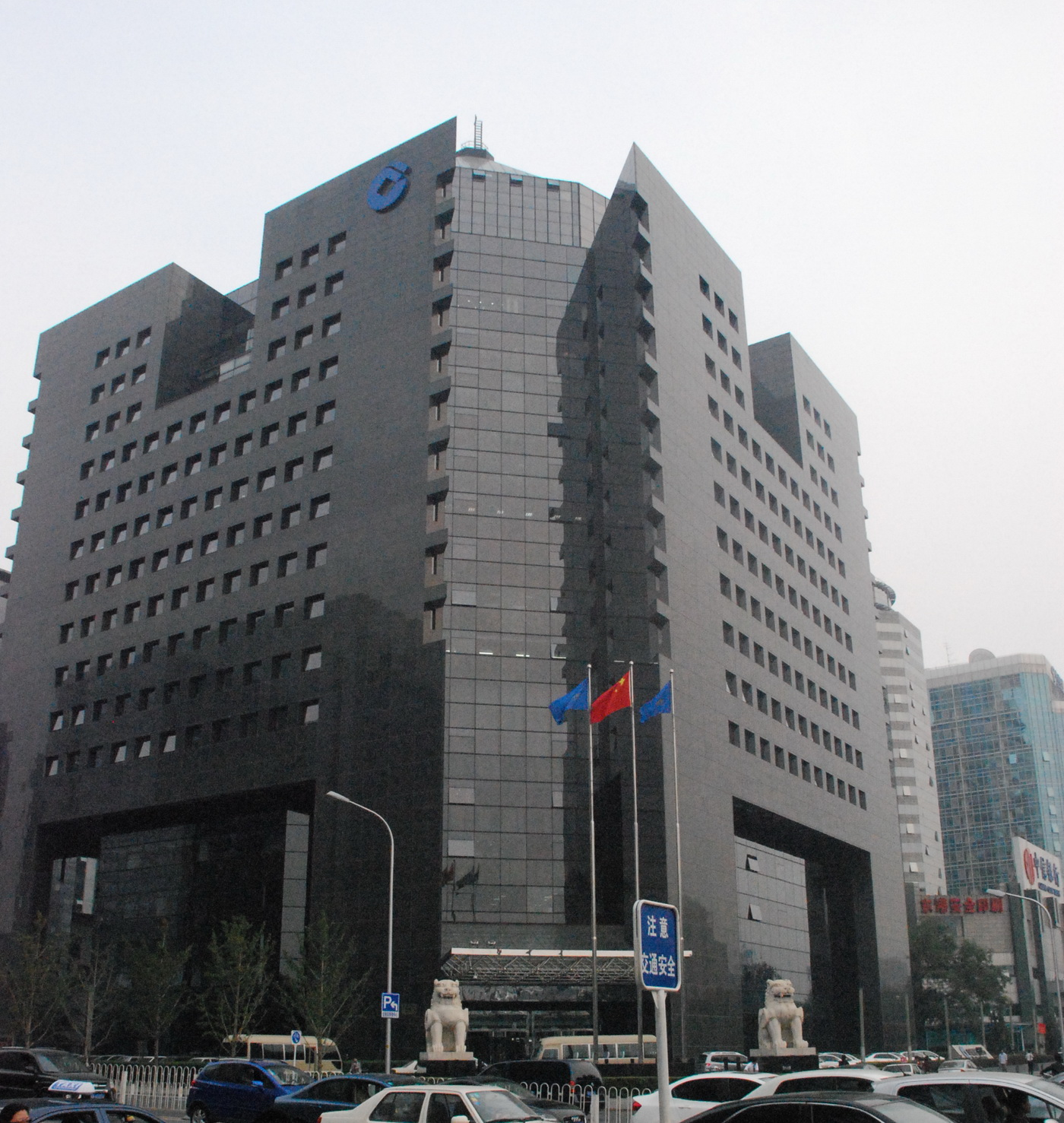

중국건설은행(중국어 간체자: 中国建设银行, 정체자: 中國建設銀行, 병음: Zhōngguó Jiànshè Yínháng, China Construction Bank, 약칭 CCB, 상하이: 601939, 홍콩: 0939)은 본사가 베이징에 위치해 있는 중화인민공화국의 국영상업은행이다. 총자산은 인민폐로 3조 위안, 직원 41만 명, 지점 약 21,000개, ATM 9,000대를 운영한다. 중국은행, 중국공상은행, 중국농업은행과 함께 중화인민공화국의 4대 국영상업은행으로 꼽힌다.

## 역사
국가의 건설 자금을 효율적으로 관리하기 위해 1954년 10월 1일 중국인민건설은행 이란 명칭으로 설립되었다. 1980년대 개혁 개방 정책의 영향으로 개인 저축, 주택 대출, 기업 대출, 국제 금융 업무 등의 사업분야에도 진출하였다. 1996년 3월 26일 중국건설은행으로 이름을 바꾸어 현재에 이르고 있다.